# Барионная тёмная материя

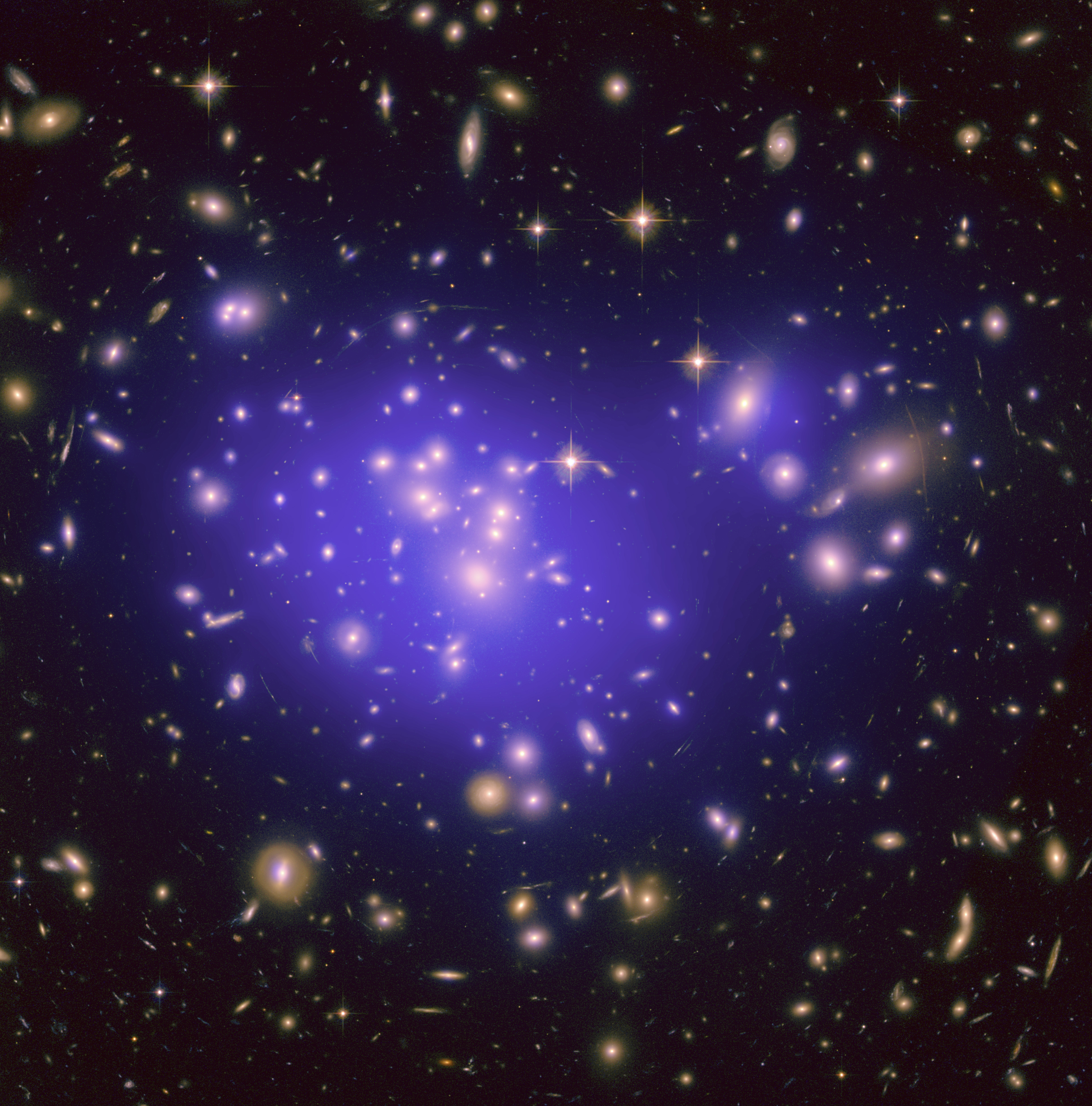
Скопление галактик Abell 1689, на изображении пурпурным цветом отмечено распределение массы тёмной материи, играющее роль гравитационной линзы. Масса в линзе представлена в основном обычным (барионным) веществом и частично — тёмной материей. У краёв гравитационной линзы видны растянутые изображения галактик. Параметры изображений зависят в том числе от распределения вещества в линзе и от геометрического расположения линзы и далёких галактик.

Барионная тёмная материя — тёмная материя, состоящая из барионов. Вероятно, лишь малая доля тёмной материи во Вселенной является барионной.

## Характеристики
Как и тёмная материя в целом, барионная тёмная материя не может быть обнаружена по излучению электромагнитных волн, но её наличие можно выявить по гравитационному воздействию на видимое вещество. Данная форма тёмной материи состоит из барионов, тяжёлых субатомных частиц, таких как протоны и нейтроны, а также их сочетания, включая обычные неизлучающие атомы.

## Существование
Барионная тёмная материя может присутствовать в виде неизлучающего газа или массивных компактных объектов гало (англ. MACHO) — объектов типа чёрных дыр, нейтронных звёзд, очень слабых звёзд или несветящихся объектов: планет, коричневых карликов.

## Оценки количества
Оценку полного количества барионной тёмной материи можно вывести из моделей нуклеосинтеза после Большого взрыва и наблюдений космического микроволнового излучения. В обоих вариантах оказывается, что количество барионной тёмной материи гораздо меньше общего количества тёмной материи.

### Нуклеосинтез при Большом взрыве
С точки зрения нуклеосинтеза при Большом взрыве большее количество обычного (барионного) вещества приводит к более плотной ранней Вселенной, более эффективному преобразованию вещества в гелий-4 и меньшему количеству оставшегося не участвовавшего в ядерных реакциях дейтерия. Последнюю проблему можно решить, если каким-либо образом будет сгенерировано большее количество дейтерия, но в 1970-е годы не было найдено соответствующего механизма. Например, MACHO, в число которых могут входить коричневые карлики (объекты из водорода и гелия с массами менее 0,08 массы Солнца), не способны поддерживать ядерные реакции горения водорода, но могут поддерживать реакции горения дейтерия. Также рассматривались планеты типа Юпитера, сходные с коричневыми карликами, но имеющие массы {\displaystyle \sim } 0,001 массы Солнца и не поддерживающие ядерные реакции, и белые карлики.